# 武富時敏
武富 時敏（たけとみ ときとし、安政2年12月9日（1856年1月16日）- 昭和13年（1938年）12月22日）は、明治から昭和にかけての政治家。第1次大隈内閣書記官長、第2次大隈内閣逓信大臣および大蔵大臣。佐賀藩出身。幼名は元吉郎。唇堂と号した。

## 来歴

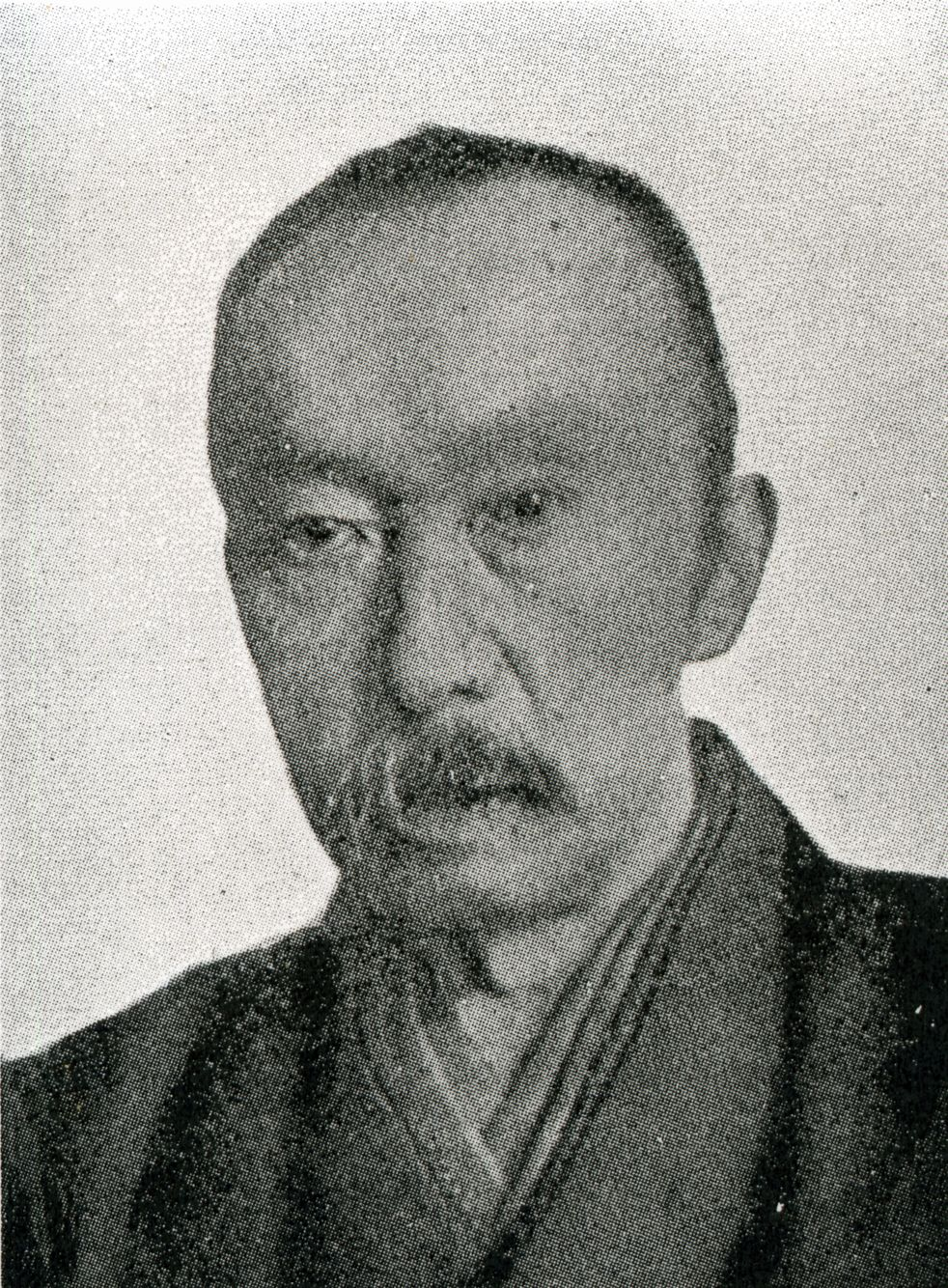
武富時敏

佐賀藩士・武富良橘の長男として佐賀に生まれる。明治維新後、一旦上京して英学を学ぶが、後に帰郷して独学の後に塾を開く。佐賀の乱に参加するものの、首謀者ではなかったために無罪放免となった。明治11年に家永恭種らが開校した私立中学校「戊虎義学」で教師を務める。
その後、再び上京して大学南校で学んだ。副島種臣と出会い、明治15年（1882年）の九州改進党の結成に参加し、「肥前日報」を創刊。明治16年（1883年）佐賀県会議員に当選する。副議長を経て明治18年（1885年）議長となった。他に佐賀郡長などを務めた。明治23年（1890年）の第1回衆議院議員総選挙で佐賀県第1区において初当選し、自由党の再興に参加する。次の第2回衆議院議員総選挙では政府による選挙干渉によって落選するも、第3回衆議院議員総選挙以後は12回連続当選の記録を築いた。後に自由党内の内紛から明治27年（1894年）の立憲革新党結成に参加、後に立憲改進党を中心とする進歩党へと合流する。明治29年（1896年）、松隈内閣で政治任用によって党人として初めての官僚となる。明治30年（1897年）の政府と進歩党の協調の結果、農商務省商工局長、同省商務局長、次いで大蔵省勅任参事官を歴任、明治31年（1898年）の第1次大隈内閣ではこれまた党人としては初の内閣書記官長を務めた。当時の政党政治家では珍しい財政通として重んじられ、憲政党分裂後の憲政本党・立憲国民党の要職を務めた。ところが、犬養毅との対立から大正2年（1913年）に桂太郎の要請に呼応して国民党を分裂させて桂の新党である立憲同志会に合流させ、非難を浴びる。その後、第2次大隈内閣では逓信大臣として入閣、その後の改造で大蔵大臣に転じる。簡易生命保険の創設や減債基金設置問題を巡る貴族院との交渉に尽力した。大正5年（1916年）に憲政会が結成されると総務に就任、大正13年（1924年）7月3日に貴族院議員に勅選されるが、以後も憲政会及びその後身の立憲民政党の後見人的存在であり続けた。1927年の民政党発足時には若槻礼次郎・床次竹二郎らと並んで党顧問に就任している。墓所は青山霊園(1イ2-23-1)。

## 栄典
位階
- 1897年（明治30年）5月31日 - 正五位[4]
- 1898年（明治31年）8月4日 - 従四位[5]
- 1938年（昭和13年）2月11日 - 正三位[6]

勲章等
- 1915年（大正4年）11月10日 - 大礼記念章[7]
- 1916年（大正5年）7月14日 - 勲一等旭日大綬章[8]

## 家族親族
- 妻・武富縫子 - 蓮池藩家老石井忠躬の娘。蓮池藩主鍋島直与の孫。佐賀藩主鍋島治茂の曾孫。
- 長男・武富敏彦 - 外交官、トルコ大使。常設国際司法裁判所長安達峰一郎の娘婿。
- 長女・ノブ（1887年生） - 軍人・園部泰治の妻[9][10]
- 二男・武富政彦（1889年生） - 横浜正金銀行員。妻の梢子は子爵毛利元敏の娘[9]